# Martin L. – Das Musical
Martin L. – Das Musical oder Martin L. – Das Luther-Musical ist ein Musical des Komponisten Gisle Kverndokk und des Autors Øystein Wiik. Die deutsche Fassung des ursprünglich norwegischen Textes stammt von Carola Schiefke und Stephan Kopf. Am 5. Juli 2008 wurde das Werk im Rahmen der DomStufen-Festspiele des Theater Erfurt uraufgeführt. Der Inhalt basiert auf der Biographie Martin Luthers, die um eine fiktive Liebesgeschichte ergänzt wurde.

## Handlung
Jorg, die zweifelnde Seite Martins, eröffnet das Spiel und führt durch die Handlung.
Martin L., ein junger Student, begegnet der Bürgerstochter Ursula Schalbe und verliebt sich in sie. Allerdings ist sie nach dem Willen ihres Vaters verlobt, doch Martins Freunde schaffen es, am Rande eines Mysterienspiels auf dem Marktplatz, Ursulas Verlobten der Lächerlichkeit preiszugeben.
Martin gerät in ein schweres Gewitter und gelobt voller Angst, Mönch zu werden. Er wendet sich von seinem bisherigen Leben ab und erbittet trotz der Einwände Jorgs und gegen den Protest seines Vaters die Aufnahme ins Kloster. Martin erfährt von den Machenschaften des Papstes Leo und erlebt den Ausverkauf seiner Ideale durch den Ablasshandler Tetzel. In Martin reift der Entschluss zur Rebellion. Mit dem Thesenanschlag in Wittenberg fordert er Rom heraus.
Auch dank der Unterstützung durch den sächsischen Kurfürst Friedrich den Weisen übersteht er die Vorladung zum Wormser Reichstag und die Verurteilung durch Papst und Kaiser. Seine Kritik ist zum allgemeinen Politikum geworden. Immer wieder von Zweifeln – in der Gestalt Jorgs – geplagt, verfolgt er seinen Weg weiter, muss aber auch erleben, wie vermeintliche Anhänger seine Ideen missbrauchen und zur Gewalt aufrufen.
Die Predigten Karlstadts und vor allem Thomas Müntzers beschwören den Bauernkrieg herauf. Martin erlebt voller Entsetzen die Auswirkungen des Krieges, als er einer misshandelten Nonne – Ursula? – begegnet.
Mit der Niederlage der Bauern und dem Tod Müntzers ist der Krieg vorerst beendet. Noch kann niemand absehen, welchen Weg Martins Ideen nehmen werden.

## Orchester
Im Orchester spielen die folgenden Instrumente:
- Holzbläser: zwei Flöten (auch Piccolo), zwei Oboen (auch Englischhorn), drei Klarinetten (auch Saxophon und Bassklarinette), zwei Fagotte
- Blechbläser: drei Hörner, zwei Trompeten, zwei Posaunen, Tuba
- Pauke, Schlagzeug
- Harfe
- Keyboard
- zwei E-Gitarren, B-Gitarre
- Streicher: Violine I und II, Viola, Violoncello, Kontrabass

## Werkgeschichte
Der Komponist Gisle Kverndokk hatte schon für mehrere Musicalproduktionen mit dem Autor Øystein Wiik zusammengearbeitet. Im Vorfeld der Luther-Produktion gab es jedoch künstlerische Meinungsverschiedenheiten mit den Auftraggebern und der Kirche, bei der es im Wesentlichen um die Ergänzung der fiktiven Jugendliebe Luthers ging. Um sich nicht exakt an die Biographie Luthers halten zu müssen, erhielt das Werk den anonymisierten Titel Martin L.
Die Uraufführung erfolgte am 5. Juli 2008 in einer deutschsprachigen Textfassung von Carola Schiefke und Stephan Kopf im Rahmen der DomStufen-Festspiele des Theater Erfurt. Die musikalische Leitung hatte Philip Tillotson; Regie führte Matthias Davids; die Choreographie stammte von Kurt Schrepfer und die Ausstattung von Knut Hetzer. Es sangen u. a. Yngve Gasoy-Romdal (Martin), Carsten Lepper (Jörg), Petra Madita Kübitz (Ursula), Fernand Delosch (Bunz / Tetzel), Frank-Josef Winkels (Steffen / Karlstadt), Máté Sólyom-Nagy (Caspar / Melanchthon), Axel Meinhardt (Hans Luther / Friedrich der Weise), Michael Tews (Staupitz / von der Ecken), Charlie Serrano (Leo X.), Frank Logemann (Georg / Spalatin), Matthias Sanders (Thomas Müntzer).
Das Musical wurde für den Musikpreis des Nordischen Rates 2008 nominiert, den es aber nicht erhielt.
Ab 2009 wurde das Musical unter dem Titel Martin L. – Das Luther-Musical vom Theater „Die Katakombe“ in Frankfurt am Main produziert und von der Evangelischen Kirche in Hessen und Nassau gefördert. Außer in Frankfurt gab es Gastspiele u. a in Celle, Wittenberg, Halle, Kassel, Gießen, Fulda, Bingen, Dinkelsbühl und Bad Kissingen.